# (12141) Chushayashi
(12141) Chushayashi – planetoida z pasa głównego asteroid okrążająca Słońce w ciągu 4 lat i 110 dni w średniej odległości 2,64 j.a. Została odkryta 24 września 1960 roku w Obserwatorium Palomar w programie Palomar-Leiden-Survey przez Cornelisa i Ingrid van Houtenów na płytach Palomar Schmidt wykonanych przez Toma Gehrelsa. Nazwa planetoidy została pochodzi od Chūshirō Hayashiego (1920-2010), japońskiego astrofizyka. Przed nadaniem nazwy planetoida nosiła oznaczenie tymczasowe (12141) 4112 P-L.